# أحمد بن محمد بن علي الأكوع
أحمد بن محمد بن علي الأكوع قاضٍ وعالم دين يمني، انتخب عضوًا في مجلس الشورى اليمني في 14 مارس 1971، وهو ممثل اليمن في رابطة العالم الإسلامي منذ 8 ديسمبر 1974.

## تعليمه
تلقى العلم عن والده القاضي العلامة محمد بن علي الأكوع وعند كبار علماء اليمن منهم شيخ الإسلام القاضي العلامة/ محمد بن إسماعيل العمراني والقاضي العلامة أحمد سلامة والقاضي العلامة يحيى الفسيل والسيد العلامة حمود المؤيد والقاضي العلامة / عبد الحفيظ الغزالي والعلامة الحافظ / احمد محبوب والعلامة / محمد بن علي الأكوع والد المؤذن حالياً في الجامع الكبير والعلامة القاضي إسماعيل الأكوع مراجعة علمية والعلامة الشيخ / حسن آل الشيخ مراجعة علمية والشيخ عبد الله القادري مراجعة علمية وغيرهم من العلماء الأعلام أمثال الشيخ / العالم العلم عبد العزيز بن باز مفتي الديار السعودية في المدينة المنورة عندما كان رئيساً للجامعة الإسلامية.

## المؤهلات العلمية
- دبلوم كلية الشرطة عام 1960 الدفعة الثانية.
- إجازة علمية من شيخ الإسلام القاضي العلامة/محمد بن إسماعيل العمراني .
- يحمل شهادة علمية لمؤلفاته الثلاثة (البلاغ المبين في عقيدة المسلمين –كتاب العمدة في مناسك الحج والعمرة- كتاب الصيام) وذلك من شيخ الإسلام القاضي العلامة / محمد بن إسماعيل العمراني وغيره من علماء وأعلام اليمن.

## مؤلفاته
- كتاب ثروة الأمم ونظامها في الإسلام.
- الصحوة الوطنية الإسلامية في اليمن.
- الاقتصاد الإسلامي والتطورات المعاصرة.
- الرد على وثيقة الأمم المتحدة التي طالبت فيها بزواج الأمثال وإباحة الجنس وعلى الدولة والمجتمع والأسرة تشجيع مثل هذه الأعمال المنكرة والرسالة تحت عنوان مؤتمر القاهرة.
- البلاغ المبين في عقيدة المسلمين تم طباعته للمرة الأولى وأعيد ت الطبعة الثانية مزيدة ومنقحة .لتحميل هذا الكتاب انقر هذا الرابط: كتاب البلاغ المبين
- رسالة الصيام وفي هذا الكتاب العظيم التوضيح الكامل عن تعاليم الصيام وأحكامه وتعاليم عن الاعتكاف خلال الشهر الفضيل، كل ذالك موضوعا على هيئة سؤال وجواب وبأقتباس متقن من الكتاب والسنه.للتحميل انقر الرابط التالي:رسالة الصيام
- عالمية الدعوة - تحت الإعداد للطبع.
- المذهب الزيدي ومكانته بين أهل السنة في اليمن- تحت الإعداد للطبع.
- معارك النصر وملحمة الشعب التاريخية - تحت الإعداد للطبع
- زاد الخطيب والداعية من الكتاب والسنة تحت الإعداد للطبع.
- اليمن مكانته وفضائل أهله من الكتاب والسنة – تحت الأعداد للطبع.
- ترجمة شيخ الإسلام القاضي محمد إسماعيل العمراني – تحت الأعداد للطبع.
- رسالة في الزكاة أشار فيها المترجم له إلى ضرورة استثمار مستحق الفقراء والمساكين وبعض بقية المصارف ليصبحوا مع الأيام وعاءً زكوياً وليس وعاءً مصرفياً.
- كتاب العمدة -في الصلاة وشروطها مع ذكر أشهر أخطاء المصلين على الأصح من المذاهب على هيئة سؤال وجواب. يوضح شروط الصلاة مع ذكر أشهر اخطاء المصلين وكيفية تجاوزها فقد حوى المسائل التي يجب معرفتها على كل مكلف سواءا رجل أم امرأة. للتحميل انقرالرابط التالي: كتاب العمدة في الصلاة
- كتاب العمدة في مناسك الحج والعمرة-على هيئة سؤال وجواب.وفيه من التسهيل واليسر ليجعل متصفحه يطبق تعاليمه أثناء مناسك الحج والعمرة والزيارة وهذا مقتبس من الكتاب والسنه.
- مشروع بنك إسلامي (أي لا ربوي).
- ستة عشر قانون في الاقتصاد الإسلامي مع بعض المقارنة لقوانين الرأسمالية والشيوعية يتضح الفرق.
- جواز أخذ الأجرة على قراءة القرءان للأحياء ووصول ثوابها للأموات مع الدعاء إلى الله سبحانه وتعالى بقبول ذلك واحتمال الغير الذي لا يجيز ذلك.
- له مقالات في المجلات والصحف وندوات في الإذاعة والتلفاز وكلمات وزارة الأوقاف في المناسبات الدينية.
- مكانة المرأة في الإسلام.
- رسالة الزكاة وفيه توضيح وشرح عن تعاليم الزكاة وأحكامها وبأسلوب مبسط وسهل وبصيغة السؤال والجواب وبأقتباس متقن من الكتاب والسنه.

### الأعمال والمناصب التي تولاها
- تولى أعمال المحافظة في ذمار ممثلة في أعمال المحافظ والقائد وعامل القضاء والأمن بعد الثورة كما تولى المترجم له أعمال وزارة الصحة في الأيام الأولى للثورة من خلال عمله كضابط في المستشفى وأشار على الرئيس السلال بأن العلماء لا طاقة لهم على السجن تحت تصرف هادي عيسى فوجه الرئيس السلال بأن يكونوا في المستشفى كأمراض تحت مسؤولية المترجم له.
- تولى المترجم له أعمال بعض مكاتب الوزارات في لواء الحديدة بتكليف من نائب رئيس الجمهورية حينذاك الشهيد /محمد الرعيني وقد أنشاء جامع المشهد لصلاة العيد والحديقة العامة في الحديدة.
- عضو مجلس الشورى عام 14/3/1971م كممثل للشعب عن بير العزب وقاع العلفي ورئيساً لمجلس شورى الجماعة أعضاء الجمعية العلمية السابقة
- ممثل اليمن في رابطة العالم الإسلامي من بداية عام 8/12/1974م وحتى الآن.
- عُيّن اميناً عاماً للهيئة العلمية ذات المنهج التخصصي في العلوم الشرعية بدرجة وزير عام 30/أبريل / 1975م.
- عُيّن محافظاً لمحافظة حجة عام21/4/1982م فألغى أجور التنافيذ الباهظة، وأجرى الحدود الشرعية وعمل على تيسير الزواج وأنجز الكثير من المشاريع التعليمية والصحية والأمنية وأعاد للدولة التابع للقدح والريال وهو يساوي عشر الزكاة وإفادة وزير المالية حينذاك / الدكتور محمد العاضي مرفقة بهذه السيرة.
- عيّن اميناً عاماً لأمانة العاصمة عام 14/4/1983م وعمل على تجميل العاصمة (صنعاء القديمة).
- مستشار وزارة الأوقاف والإرشاد حالياً وقد أعاد مرتبة بدرجة وزير وما يتبعه من بدلات للدولة بتاريخ 22/9/1998م وكان ذلك فبل إلزام الخدمة المدنية باختيار الموظف أحد المرتبين وقد أشاد بموقفة هذا وزير الأوقاف في حينه الشيخ ناصر الشيباني حيث قال أنها ظاهرة طيبة ومبادرة كريمة.
- عين وكيلاً لوزارة الأوقاف والإرشاد عام 12 / 2 / 1987م (سابقاً) وقد أعاد مرتبه بدرجة وزير والبدلات التابعة له بدافع ديني ثم وطني قبل تخيير الخدمة المدنية للموظف إذا كان له أكثر من مرتب أن يختار أحدهم وقد أشاد بذلك وزير الأوقاف السابق / الشيخ ناصر الشيباني والإشادة مرفقة بهذا إضافة إلى أن كلف من قبل وزير الأوقاف السابق / الدكتور غالب عبد الكافي القرشي بأعمال هامة لصالح الدين والوطن والإشادة مرفقة بهذا.
- أشرف في القاهرة على طباعة كتاب المفصل لآيات القران الكريم.
- تولى نيابة رئاسة الحج لأكثر من مرة عندما كان وكيلاً لوزارة الأوقاف والإرشاد قطاع الإرشاد.
- عضو في جمعية علماء اليمن وأمين عام فرع الجمعية بأمانة العاصمة ومحافظة صنعاء حاليا.ً
- عضو لجنة التوجيه والإرشاد الديني في التوجيه المعنوي للقوات المسلحة حالياً.
- تولى الإدارة العامة للجمعية العلمية التي كان رئيس مجلسها الأعلى عضو المجلس الجمهوري القاضي العلامة / عبد الله احمد الحجري رحمة الله كما كان المشرف العام على سير أعمالها الشيخ / عبد المجيد الزنداني وكان من أهم أعمالها صياغة مسودة الدستور الدائم الذي كان قبل الوحدة، وقد أشاد بما قام به صاحب الترجمة الشيخ / عبد الله بن حسين الأحمر .